# 刁曼岛

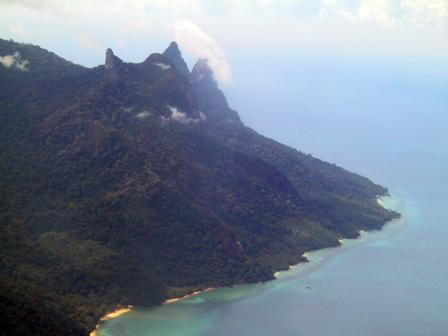
刁曼岛南部的死火山

刁曼岛，为马来西亚半岛彭亨东岸外32公里的一个小型火山岛，属马来西亚彭亨州云冰县管辖，面积约133平方公里，也是县内的一个巫金（区），正当中国至马来半岛、苏门答剌航路之冲途，也是马来西亚五个免税岛屿之一。当地居民人烟稀少，仅3,000人左右，岛上的村庄分别为特吉（Tekek）、冠军（Juara）、沙浪（Salang）、亚逸峇登（Air Batang）、姆谷（Mukut）、巴也（Paya）、云顶（Genting）和兰顶（Lanting）。刁曼岛以周边美丽的珊瑚礁闻名，1958年著名美国电影《南太平洋》在此取景，遂使当地成为旅游胜地，尤以潜水著称。2002年1月16日，时任首相马哈迪·莫哈末宣布刁曼岛取得免税岛地位。

## 交通

### 航空
- 刁曼國際機場：為島上唯一的機場。馬來西亞成功集團航空提供吉隆坡飛往刁曼島及新加坡飛往刁曼島的航班。

### 邮轮
- 双子星号

### 海上交通
柔佛州丰盛港和云冰丹绒葛莫码头备有船只前往该岛。